# Дерюгіна Ірина Іванівна
Іри́на Іва́нівна Дерю́гіна (11 січня 1958, Київ, УРСР) — українська художня гімнастка, тренерка, суддя, заслужений майстер спорту СРСР (1977) з художньої гімнастики в індивідуальній першості. Єдина гімнастка СРСР, яка двічі була абсолютною чемпіонкою світу в 1977 і 1979 рр[джерело?]. Її мати, Альбіна Дерюгіна, була її тренеркою.

## Життєпис
Донька олімпійського чемпіона-п'ятиборця Івана Дерюгіна і тренерки з художньої гімнастики Альбіни Дерюгіної. У 10 років Ірина вступила до Національної вищої балетної школи. З 1976 по 1980 навчалася в Київському інституті фізичної культури. 
Була у збірній СРСР з художньої гімнастики з 1972 року і до завершення спортивних виступів у 1982. У складі команди Ірина Дерюгіна стала одною з найтитулованіших гімнасток СРСР і світу за всю історію художньої гімнастики. Посідала першу сходинку п'єдесталу пошани на всіх визначних змаганнях того часу: починаючи з Чемпіонатів і Кубків СРСР і закінчуючи Чемпіонатами Європи та світу (1977, 1979). Ірина стала також 4-разовою володаркою Кубка Інтербачення, одного з найпрестижніших змагань 1980-х років.
Після завершення спортивної кар'єри працювала тренеркою Національної збірної України з художньої гімнастики разом з Альбіною Дерюгіною. Їхній творчий дует виховав і відкрив світові таких чудових гімнасток, як Олександра Тимошенко, Оксана Скалдіна, Тетяна Попова, Тамара Єрофеєва, Ганна Безсонова, Наталія Годунко та багато інших. Серед них — 2 олімпійські чемпіонки, 1 призерка Олімпійських ігор, 11 чемпіонок світу, 30 призерок Чемпіонатів світу. На головних міжнародних турнірах останнього двадцятиріччя вихованки Ірини Дерюгіної завоювали більше 120 золотих, 30 срібних і 30 бронзових медалей.
З 1985 року — суддя міжнародної категорії Міжнародної федерації гімнастики (FIG). З 1988 по 1992 членкиня технічного комітету FIG. Віцепрезидентка Федерації художньої гімнастики України (президентка — Альбіна Дерюгіна).
Ірина Дерюгіна також є організаторкою і авторкою ідеї проведення в Києві щорічного міжнародного турніру з художньої гімнастики «Кубок Дерюгіної», згодом Гран-Прі «Кубок Дерюгіної-Нафтогаз».
1979 року одружилася з Олегом Блохіним. Шлюб тривав до 2000 року. У них є дочка Ірина (нар. 1983 р.).

## Державні нагороди
- Орден «За заслуги» II ст. (8 березня 2021) — за значний особистий внесок у соціально-економічний, науково-технічний, культурно-освітній розвиток Української держави, зразкове виконання службового обов’язку та багаторічну сумлінну працю[2]
- Орден «За заслуги» III ст. (25 липня 2013) — за значний особистий внесок у розвиток студентського спорту, підготовку спортсменів міжнародного класу, забезпечення високих спортивних результатів національної збірної команди України на XXVII Всесвітній літній Універсіаді в Казані[3]
- Орден княгині Ольги I ст. (4 жовтня 2016) — за вагомий особистий внесок у розвиток олімпійського спорту, досягнення високих спортивних результатів національною збірною командою України на Іграх ХХХІ Олімпіади, підготовку спортсменів міжнародного класу[4]
- Орден княгині Ольги II ст. (4 вересня 2008) — за значний особистий внесок у розвиток олімпійського руху, підготовку спортсменів міжнародного класу, забезпечення високих спортивних результатів національною збірною командою України на XXIX літніх Олімпійських іграх в Пекіні[5]

## Спортивні досягнення
- 1975–1979 Чемпіонати СРСР 1975–1979 (1 місце — абсолютна першість, 1 місце — 4 фінали в окремих видах)
- 1975–1979 Кубки СРСР 1975–1979 (1 місце — абсолютна першість, 1 місце — 4 фінали в окремих видах)
- 1976 Чемпіонат Європи, Австрія (золота медаль)
- 1977 Чемпіонат світу, Швейцарія (1 місце — абсолютна першість, 1 золота і 2 срібних медалі в фіналах у окремих видах)
- 1978 Чемпіонат Європи, Іспанія (2 місце — абсолютна першість)
- 1979 Чемпіонат світу, Велика Британія (1 місце — абсолютна першість, 1 золота, срібна і бронзова медаль у фіналах в окремих видах)
- 1979 Спартакіада Народів СРСР (1 місце — абсолютна першість)

## Суддівський скандал у Сарагосі
У 2000 році на європейській першості в Сарагосі (Іспанія) оцінка суддями виступів Олени Вітриченко стала приводом для гучного скандалу. На підставі аналізу відеозаписів її виступів було виявлено, що кілька суддів необ'єктивно занижували оцінки. Федерація гімнастики визнала винними суддів Дерюгіну, Наталію Степанову (Білорусь), Ґабріелу Штюмер (Австрія), Галину Маржину (Латвія), Урсулу Золенкамп (Німеччина) і Наталію Ладзинську (Росія).
Потім президентка Гімнастичного Технічного Комітету Абруззіні стала вимагати суворішого покарання для суддів. В результаті 6 винних суддів були дискваліфіковані на рік. Країни мали відібрати інших суддів для Сіднейських Олімпійських ігор, які б відповідали вимогам Федерації художньої гімнастики. Інших 26 суддів, які судили в Сарагосі, також попередили і їм не дозволили судити в Сіднеї. Вперше в історії художньої гімнастики (взагалі дуже суб'єктивному виді спорту) було доведене і покаране упереджене суддівство.

## Повторна дискваліфікація
У квітні 2008 року Ірину Дерюгіну дискваліфікували повторно. Терміном на 8 років їй заборонили займатися тренерською і суддівською діяльністю, крім того вона не може бути присутньою на будь-яких міжнародних турнірах з художньої гімнастики. Міжнародна федерація гімнастики висунула Дерюгіній звинувачення в підкупі суддів, тиску на них, впливі на остаточні результати змагань та інших порушеннях. Після розгляду апеляції термін дискваліфікації зменшили з 8 років до 4. Окрім того, Дерюгіній дозволили брати участь у складі делегації як тренерці.

## Виноски
1. ↑  З Олегом Блохіним їх познайомила травма коліна: королева гімнастики Ірина Дерюгіна. Архів оригіналу за 16 жовтня 2021. Процитовано 13 січня 2021.
2. ↑  Указ Президента України від 8 березня 2021 року № 92/2021 «Про відзначення державними нагородами України з нагоди Міжнародного жіночого дня»
3. ↑  Указ Президента України від 25 липня 2013 року № 392/2013 «Про відзначення державними нагородами України»
4. ↑  Указ Президента України від 4 жовтня 2016 року № 429/2016 «Про відзначення державними нагородами України спортсменів та тренерів національної збірної команди України на Іграх ХХХІ Олімпіади»
5. ↑  Указ Президента України від 4 вересня 2008 року № 804/2008 «Про відзначення державними нагородами України спортсменів, тренерів та фахівців національної збірної команди України на XXIX літніх Олімпійських іграх»
6. ↑  Дерюгіній удвічі скоротили термін дискваліфікації [Архівовано 23 грудня 2012 у Wayback Machine.] (рос.)